# Хайткэмп, Хайди
Мэри Кэтрин «Хайди» Хайткэмп (англ. Mary Kathryn "Heidi" Heitkamp; род. 30 октября 1955, Брекенридж, Миннесота) — американский политик, младший сенатор от штата Северная Дакота с января 2013 года до 3 января 2019 года, представляющая Демократическую партию. С 1993 по 2001 год занимала должность генерального прокурора Северной Дакоты.

## Биография
В 1977 году Хайткэмп получила степень бакалавра в Университете Северной Дакоты. А в 1980 году получила степень доктора права в Юридической школе Льюиса и Кларка. В 1976 году Хайткэмп вошла в Конгресс США.
В 2000 году Хайткэмп была кандидатом на пост губернатора Северной Дакоты, но проиграла республиканцу Джону Хувену. В 2010 году она рассматривала возможность баллотироваться в Сенат после отказа действующего сенатора-демократа Байрона Доргана переизбираться на новый срок, но затем отказалась участвовать в выборах против Хувена, бывшего крайне популярным губернатором.
В ноябре 2011 года она заявила о желании участвовать в сенатских выборах 2012 года за место уходящего демократа Кента Конрада. 6 ноября 2012 года, Хайткэмп победила конгрессмена-республиканца Рика Берга с перевесом менее 3000 голосов.
6 ноября 2018 года проиграла на сенатских выборах в Северной Дакоте республиканцу Кевину Крамеру.
В 2019 году подписала «Открытое письмо против политических репрессий в России».